# HMS Tally-Ho
HMS Tally-Ho (P317) – brytyjski okręt podwodny należący do trzeciej grupy brytyjskich okrętów podwodnych typu T. Został zbudowany jako P317 w stoczniach Vickers-Armstrongs w Barrow i  John Brown & Company w Clydebank. Jak dotychczas był jedynym okrętem Royal Navy noszącym nazwę „Tally-Ho”.
Okręt wszedł do służby w kwietniu 1943 r. Podczas wojny przeprowadził 12 patroli bojowych (w tym głównie na Dalekim Wschodzie). Zatopił lekki krążownik „Kuma”, podwodny okręt transportowy UIT-23 (eks „Reginaldo Giuliani”) oraz wiele innych jednostek pomocniczych.
Po zakończeniu wojny powrócił do służby na Dalekim Wschodzie. 15 czerwca 1953 r. okręt uczestniczył w paradzie floty w Spithead z okazji koronacji królowej Elżbiety II.
Zezłomowany w lutym 1967 r.